# Ак-Чишма (Ютазинский район)
Ак-Чишма — деревня в Ютазинском районе Татарстана Российской Федерации. Входит в состав муниципального образования Каракашлинское сельское поселение.

## Население
| 1926 | 1938 | 1949 | 1958 | 1970 | 1979 | 1989 | 2000 | 2010 |
| ---- | ---- | ---- | ---- | ---- | ---- | ---- | ---- | ---- |
| 228  | 205  | 204  | 192  | 184  | 108  | 65   | 50   | 31   |

## Экономика
Полеводство.